# Méthode de Mohr (titrage)
Ne doit pas être confondu avec Méthode de Mohr.
La méthode de Mohr est une méthode de titrage des chlorures. Elle consiste en un dosage argentimétrique des ions chlorures par le nitrate d'argent en présence de chromate de sodium. Ce dernier est l'indicateur coloré qui réagit en fin de dosage pour former le chromate d'argent, apparaissant comme un précipité rouge brique. Cette méthode doit son nom au pharmacien allemand Karl Friedrich Mohr.

## Conditions opératoires
La méthode nécessite un pH de la solution à doser typiquement compris entre 4 et 10,5 (9,0 en présence d'ammonium pour éviter la complexation des ions argent), une solution trop acide masquant la fin de la réaction par formation de dichromate à partir du chromate et une solution à l'inverse trop basique favorisant la formation d'hydroxyde d'argent,.

## Applications
La méthode de Mohr peut être utilisée pour la détermination directe du chlorure dissous dans l'eau.